# میلاد صارمی
میلاد صارمی (متولد ۳۱ خرداد ۱۳۶۸ در بوشهر) بازیکن فوتبال است که در پست مهاجم برای باشگاه فوتبال مس کرمان بازی می‌کند.
وی اولین گل خود را در لیگ برتر خلیج فارس در هفتهٔ بیستم (۹۹–۱۳۹۸) و در مقابل ماشین‌سازی تبریز به ثمر رساند.

## افتخارات
شاهین بوشهر
- لیگ آزادگان (دسته یک): ۹۸–۱۳۹۷ (نایب قهرمان و صعود به لیگ برتر خلیج فارس.)
- جام حذفی فوتبال ایران: ۹۱–۱۳۹۰ (نایب قهرمان)